# Ренн-2 (кантон)
Ренн-2 (фр. Rennes-2) — кантон во Франции, находится в регионе Бретань, департамент Иль и Вилен. Входит в состав округа Ренн.

## Состав кантона
В состав кантона входят восточные кварталы города Ренн.

## Политика
С 2021 года кантон в Совете департамента Иль и Вилен представляют Марион Ле Френ (Marion Le Frène) (Европа Экология Зелёные) и Денес Маршан (Denez Marchand) (Демократический бретонский союз).
|                | Кандидаты                           | Партия                   | Первый тур | Первый тур     | Второй тур | Второй тур |
| Кол-во голосов | Кандидаты                           | Партия                   | % голосов  | Кол-во голосов | % голосов  |            |
| -------------- | ----------------------------------- | ------------------------ | ---------- | -------------- | ---------- | ---------- |
|                | Марион Ле Френ Денес Маршан         | Левый блок ― Зелёные     | 2 484      | 33,27          | 3 432      | 53,78      |
|                | Венсан Алуа Катрин Дебруаз          | Левый блок               | 2 235      | 29,93          | 2 949      | 46,22      |
|                | Сандрин Кароф-Юрфер Анри-Ноэль Рюис | Вперёд, Республика!      | 1 201      | 16,08          |            |            |
|                | Пьер Абег Анаис Жеанно              | Республиканцы            | 1 003      | 13,43          |            |            |
|                | Дени Дювернуа Мари Лепине           | Национальное объединение | 544        | 7,29           |            |            |

|                | Кандидаты                      | Партия                  | Первый тур | Первый тур     | Второй тур | Второй тур |
| Кол-во голосов | Кандидаты                      | Партия                  | % голосов  | Кол-во голосов | % голосов  |            |
| -------------- | ------------------------------ | ----------------------- | ---------- | -------------- | ---------- | ---------- |
|                | Дамьен Бонгар Катрин Дебруаз   | Социалистическая партия | 3 321      | 37,57          | 4 847      | 58,77      |
|                | Антуан Крессар Лоранс Тайандье | Правый блок             | 2 614      | 29,57          | 3 400      | 41,23      |
|                | Анн Кайе Мишель Шовьер         | Европа Экология Зелёные | 1 260      | 14,26          |            |            |
|                | Режи Барбье Наташа Фабр        | Национальный фронт      | 967        | 10,94          |            |            |
|                | Жанни Барбье Жермен Душе       | Левый фронт             | 677        | 7,66           |            |            |